# Ali Boulo Santo
 (mai 2018).
Si vous disposez d'ouvrages ou d'articles de référence ou si vous connaissez des sites web de qualité traitant du thème abordé ici, merci de compléter l'article en donnant les références utiles à sa vérifiabilité et en les liant à la section « Notes et références ».
Ali Boulo Santo Cissoko, de son vrai nom Dieourou Cissoko, est un musicien sénégalais virtuose de la kora, né griot. 
Initié dès son plus jeune âge à l'art de la kora traditionnelle, dans les années 1990, il est le premier à introduire une pédale d'effet sur la kora wah-wah (puis delay, flanger) pour entraîner son instrument vers un univers musical contemporain. 
Il développe l'Afrobeat mandingue : kora, basse, batterie, guitare, mixant tradition et des touches rock et ragga.

## Biographie
Dieourou Cissoko alias Ali Boulo Santo né à Thiès en 1974, a vécu à Dakar. Il est héritier d’une grande lignée de griots mandingues joueurs de kora. Petit fils de Soundioulou Cissokho  le « Roi de la Kora ». L’aïeul avait pressenti le talent de son petit-fils qui semblait son héritier favori mais c’était sans compter sur le caractère rebelle du jeune homme qui prend le pseudonyme d'Ali Boulo Santo laissant à ses frères et cousins le soin de conserver le nom Sissoko et donc de s’inscrire dans un héritage traditionnel prestigieux. Lui se démarque en trouvant sa propre voie.
En 1986 alors âgé de 13 ans, il participe, programmé comme ses célèbres aînés Youssou Ndour, Johnny Clegg et Mory Kanté, au 1er Festival contre l'apartheid, en soutien à Nelson Mandela, sur l'île de Gorée.
L'année suivante, il se produit dans le documentaire "Gorée, l'île du grand-père" de Taïeb Louhini donnant la réplique au trompettiste de Jazz Jimmy Owens.
En 1992, Ali Boulo Santo obtient son diplôme au Conservatoire national de musique de Dakar qui couronne des études de composition, d’arrangements et de pratique instrumentale, devenant ainsi Maître de Kora à 18 ans. Outre la kora, il joue la guitare et des percussions diverses d'Afrique de l'Ouest (djembé, bolon, calebasse, dan, doudoums...) s'ouvrant ainsi à de multiples horizons. Par ailleurs, il forme aux percussions pendant plusieurs années au sein de l'école familiale "Cissoko Kounda" à Thiaroye, quartier populaire de Dakar, de nombreux musiciens devenus percussionnistes professionnels ou enseignants.
L’aventure occidentale de ce musicien inspiré et infatigable, commence dans la cour de la maison familiale à Dakar : il y joue paisiblement, comme à son habitude, quand un musicien français — amoureux des sonorités africaines — fait irruption. Nous sommes en janvier 2000, le musicien s’appelle Frédéric Galliano. Il est à la recherche d’instrumentistes pour participer à un projet mêlant électronique et acoustique. 
En septembre 2000, Ali Boulo Santo vient une première fois jouer avec F. Galliano dans l’Orchestre Maquisard International pour une mini tournée France/États-Unis puis repart au Sénégal pour revenir très vite. L’aventure expérimentale prend de plus en plus d’ampleur. En 2001 le projet rebaptisé « African Divas » dont il se retrouve leader, tourne dans le monde entier. 
Ce seront quatre années de succès ininterrompu à travers toute la planète, programmés dans de grands festivals sur les mêmes scènes que des aînés prestigieux : Salif Keïta, Youssou N’Dour, Oumou Sangaré, Touré Kunda, Angélique Kidjo, Mory Kanté… 
Parallèlement, Ali Boulo Santo enregistre deux albums pour le label Frikyiwa, créé par Frédéric Galliano : élégant et profond, « Manding Ko » en 2001, un premier album réalisé en duo avec Hadja Kouyaté la griotte guinéenne. Le second « Komo Félé », enregistré à Dakar en 2003 avec un studio mobile, offre des directions encore plus novatrices : de l’afrobeat mandingue aux couleurs sénégalaises, où la kora munie de pédales d’effet ouvre de nouveaux espaces.
En 2002 la réalisatrice Émérance Dubas le sollicite pour la musique de son film "Dolo, le dernier Dogon".
À ces collaborations intenses avec Frédéric Galliano, Ali Boulo Santo ajoute des incursions et de nombreuses collaborations dans des univers musicaux aussi divers que ceux des jazzmen Trilok Gurtu, Doudou Gouirand, les frères Belmondo, Julien Lourau, Tony Allen, Mokhtar Samba ou encore Piers Faccini, le brésilien Marcello Pretto et le chanteur français Julien Baer. Lors du festival Rio Loco à Toulouse en juin 2006, il dirige une création entre musique classique et africaine avec les chœurs Midi-Pyrénées, plus habitués à la scène de l’Opéra de Toulouse
Dès 2007 il s'oriente vers une carrière en solo, il crée sa formation Manding-Ko et sort l'album autoproduit  Waniarta (Sénégal) puis en France "Hommage à Bakary" en 2010 sur lequel se mêlent afrobeat, jazz, rock, pop mandingue aux côtés de titres issus du pur registre traditionnel mandingue.
Audrey Lehont, réalisatrice, retiendra de nombreux titres de cet album sur son film "A la recherche de Marianne".
Puis en 2016, il pose de nouvelles compositions sur le film "Dakar, ta nostalgie" autoproduction de la réalisatrice Florence Arrigoni Neri.
Sollicité pour des concerts de kora traditionnelle en acoustique autant que pour son registre afrojazz ou pop avec sa formation Manding-Ko, Ali Boulo Santo ne cesse d'enrichir son répertoire de musiques très élaborées toujours renouvelées, sans jamais renier son patrimoine et sa culture mandingues toujours très présents.
Ali Boulo Santo représente bien cette dualité de la musique africaine à la fois traditionnelle et contemporaine, entre Afrique et Occident, le passage d'une génération traditionnelle restée au pays jusqu'aux plus jeunes vivant en exil au contact de sonorités métissées. 
Avec ce petit quelque chose en plus des défricheurs discrets, de ceux qui auront toujours quelques longueurs d’avance…

## Discographie
- Manding-ko, en duo avec Hadja Kouyaté (label Frikyiwa), 2001
- Komo Féllé, Ali Boulo Santo & Manding-Ko (label Frikyiwa), 2004
- Waniarta, Ali Boulo Santo Manding-ko, 2007
- Hommage à Bakary, Ali Boulo Santo Manding-Ko, 2010
- Flamenkora (label, Motema), 2023, with Volker Goetze and Alejandro Moreno

Collaborations/ participations
- Indigo song - Les Racines du Ciel, Doudou Gouirand, 2002
- Résistances, Jeff Sharel, 2004
- Farakala, Trilok Gurtu & the Frikyiwa Family (label Frikyiwa), 2005
- Notre Dame des Limites, Julien Baer, 2007
- Silmakha, Fania, 2008
- Afreecanos, Omar Sosa, 2008